# Mark Stanhope
Mark Stanhope, né le 26 mars 1952 à Hammersmith, est un officier de la marine royale britannique. Il est First Sea Lord, c’est-à-dire chef d'état-major de la marine, de 2009 à 2013.

## Éducation
Mark Stanhope a étudié au London Nautical School (en), à la Worthing High School for Boys (renommé depuis 1973 le sixth form college (en) Worthing College (en)) puis au St Peter's College à Oxford, où il obtient un MA en physique. Il entre dans la Royal Navy en 1970.

## Carrière militaire
Il commande le sous-marin HMS Orpheus de 1981 à 1983 et le HMS Splendid de 1986 à 1989. Il commande la frégate HMS London (en) de 1991 à 1993 et par la suite le HMS Illustrious de 1998 à 2000 durant un déploiement opérationnel en Sierra Leone.
Il est commandant adjoint du commandement allié Transformation de l'OTAN de 2005 à novembre 2007 où il prend le poste de la direction des opérations — Commander-in-Chief Fleet (en) — de la Royal Navy. Il succède ensuite à l'amiral Sir Jonathon Band au poste de First Sea Lord en juillet 2009,,.
Déjà chevalier commandeur de l'ordre du Bain (KCB), Stanhope est ordonné chevalier grand-croix de l'ordre du Bain (GCB) en 2010.

## Vie personnelle
Il est marié à Jan Anne Flynn depuis 1975 avec qui il a eu une fille.